# Janina Altman
Pour les articles homonymes, voir Altman.
Janina Altman, née Hescheles le 2 janvier 1931 à Lwów (aujourd’hui Lviv en Ukraine) et morte le 24 juillet 2022 à Haïfa, est une chimiste et auteure israélo-polonaise.

## Biographie
Janina Altman est née dans une famille juive polonaise. Son père, Henryk Hescheles (pl), frère de Marian Hemar, dirigeait le journal sioniste en langue polonaise Chwila (Le Moment), un des plus importants périodiques de Lwów avant la Seconde Guerre mondiale. Henryk Hescheles est tué en juillet 1941 dans les premiers jours de l’Occupation allemande. Sa mère, Amalia née Blumenthal, a été enseignante d’hébreu. En mai 1943, elle se suicide avec le personnel de l’hôpital du ghetto dans le camp de Janowska.
Janina Altman a aussi été enfermée dans le camp de Janowska, où elle écrivait et récitait ses poèmes aux prisonnières. Cela a attiré l’attention de Michał Borwicz qui organisait dans le camp des réunions littéraires clandestines. Les amis de Michał Borwicz de la résistance polonaise, actifs dans le comité d’aide aux Juifs - Żegota organisent son évasion, puis à sa demande ont également fait évader Janina en octobre 1943. Elle a été cachée à Cracovie dans plusieurs familles pour finalement, en octobre 1944, être placée à l’orphelinat géré par Jadwiga Strzałecka à Poronin et après la fin de la guerre à Sopot, où elle restera jusqu’à son baccalauréat en 1949.
En orphelinat, à la demande de Maria Hochberg-Marianska et de Borwicz, elle rédige ses mémoires de Lwów, qui sont publiées en 1946 par le Comité de Juifs polonais sous le titre Oczyma dwunastoletniej dziewczyny (À travers les yeux d’une fille de douze ans) — un de plus poignants témoignages des atrocités de l’occupation de Lwów. Ce livre a été traduit plus récemment en plusieurs langues.
En 1950, elle émigre en Israël. Elle étudie la chimie au Technion à Haïfa où, en 1962, elle obtient un doctorat en chimie. Ensuite, elle travaille au Technion, à l’Institut Weizmann et à l’Université technique de Munich. Le séjour en Allemagne de l’ouest lui inspira la réflexion sur l’attitude des scientifiques allemands pendant la période nazie dont le fruit sera, en 2007, la monographie la Rose blanche.
Elle vit à Haifa, et depuis la première intifada (1987-1991), milite dans le mouvement pacifiste des Femmes en Noir.

## Publications
- Oczyma dwunastoletniej dziewczyny. (Réédition) Centralna Żydowska Komisja Historyczna, 2015,  (ISBN 978-83-65254-05-4)
  - trad. ukrainienne : Яніна Гешелес: Очима 12-річної дівчинки (Переклав Андрій Павлишин). Дух і Літера, Київ 2011
  - trad. française : À travers les yeux d'une fille de douze ans, Classiques Garnier, Paris, 2016.
- (he) Janina Altman : Zahav. Mi-Maamake Ha-Adamah El He-Halel Ha-Hitson. Ramat Gan, Masadah 1977
- Janina Altman : la Rose blanche. Étudiants et intellectuels en Allemagne avant et après l’ascension de Hitler (hébr.) Publishing Pardes, 2007, 487 pages[3]
  - trad. allemande : Naturwissenschaftler vor und nach Hitlers Aufstieg zur Macht. Amazon Kindle 2013 (en ligne / pdf)

## Sources
- (pl) Janina Hescheles, Oczyma dwunastoletniej dziewczyny. Pamiętnik Janiny Hescheles, Centralny Komitet Żydów Polskich, 1946
- (en) Janina Hescheles [in:] Ghetto Fighters House Archives
- (en) Patricia Heberer: Children during the Holocaust. 2011,  (ISBN 978-0759119840), p. 151–153